# Popławce (gromada)
Popławce – dawna gromada, czyli najmniejsza jednostka podziału terytorialnego Polskiej Rzeczypospolitej Ludowej w latach 1954–1972.
Gromady, z gromadzkimi radami narodowymi (GRN) jako organami władzy najniższego stopnia na wsi, funkcjonowały od reformy reorganizującej administrację wiejską przeprowadzonej jesienią 1954 do momentu ich zniesienia z dniem 1 stycznia 1973, tym samym wypierając organizację gminną w latach 1954–1972.
Gromadę Popławce z siedzibą GRN w Popławcach utworzono – jako jedną z 8759 gromad – w powiecie sokólskim w woj. białostockim, na mocy uchwały nr 22/V WRN w Białymstoku z dnia 4 października 1954. W skład jednostki weszły obszary dotychczasowych gromad Popławce, Starowlany, Wołkusze, Zadworzany i Białobłockie ze zniesionej gminy Kuźnica oraz miejscowości Kundzin kolonia i Karcze kolonia z dotychczasowej gromady Orłowicze ze zniesionej gminy Sokółka w tymże powiecie. Dla gromady ustalono 11 członków gromadzkiej rady narodowej.
31 grudnia 1961 z gromady Popławce wyłączono wieś Starowlany włączając ją do gromady Sokolany oraz wsie Białobłockie i Wołkusze włączając je do gromady Kuźnica; do gromady Popławce przyłączono natomiast wieś Orłowicze, kolonie Boufałowo i Tatarszczyzna oraz obszar lasów państwowych N-ctwa Sokółka obejmujący oddziały 152—155 z gromady Malawicze Dolne oraz wsie Szyszki, Drahle, Kamionka Nowa i Wojnachy oraz przyległy do wsi Szyszki obszar lasów państwowych N-ctwa Sokółka o powierzchni 17,78 ha i przyległy do wsi Drahle obszar lasów państwowych N-ctwa Sokółka o powierzchni 5 ha z gromady Kamionka Stara. Po zmianach tych gromadę Popławce zniesiono, a jej obszar włączono do nowo utworzonej gromady Sokółka.